# Jane Bowles

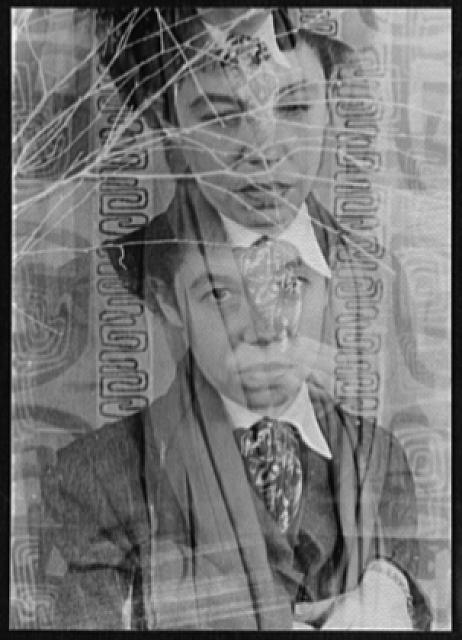
Jane Bowles (1951)
Photo van Carl Van Vechten

Jane Auer Bowles (* 22. Februar 1917 in New York; † 4. Mai 1973 in Málaga, Spanien), geborene Jane Stajer Auer, war eine US-amerikanische Schriftstellerin und Dramatikerin.

## Leben und Werk
Jane Bowles’ Werk ist nicht umfangreich: 1943 wurde ihr Roman Zwei sehr ernsthafte Damen veröffentlicht, 1956 das Stück In the Summerhouse; außerdem erschienen einige Erzählungen. Das Manuskript ihres ersten Romans Le Phaéton Hypocrite von 1936 gilt als verschollen.
1938 heiratete sie den Autor und Komponisten Paul Bowles (1910–1999). Das Paar bereiste Südamerika und Europa und lebte seit 1948 in Tanger. Während Paul Bowles durch seinen Roman Himmel über der Wüste zu einem führenden Existenzialisten aufstieg, hemmten starke Schreibblockaden und zunehmende Alkohol- und Drogenprobleme ihre Produktivität. Am 4. April 1957 erlitt sie einen Schlaganfall, von dem sie sich nie mehr völlig erholte. Paul Bowles brachte sie schließlich 1967 in einer psychiatrischen Klinik in Málaga unter, wo sie blind und gelähmt 1973 starb.
Jane Bowles war extravagant, neurotisch, geplagt von Zweifeln und Schuldgefühlen, Opfer von irrationalen Ängsten und Phobien vor Aufzügen, Eisenbahnzügen oder Tieren. Einen Großteil ihres Lebens hinkte sie wegen eines steifen Knies nach einem Sturz vom Pferd. In Momenten beißender Selbstironie verlachte sie sich selbst als „Crippie the Kike Dyke“, die verkrüppelte jüdische Lesbe. Tennessee Williams urteilte über sie: „Ich halte Jane Bowles für den größten englisch schreibenden Autor unseres Jahrhunderts, worin Harold Pinter mir zustimmt.“

## Werke
- 1943: Two Serious Ladies (Roman).
  - Zwei sehr ernsthafte Damen, dt. von Adelheid Dormagen. München: Hanser 1984. ISBN 3-446-13797-1.
  - Zwei ernsthafte Damen, dt. von Brigitte Walitzek. Schöffling, Frankfurt am Main 2012, ISBN 978-3-89561-336-4.
- 1953: In the Summer House (Theaterstück).
  - Im Gartenhaus.
- 1966: Plain Pleasures. (Erzählungen).
  - Einfache Freuden. dt. von Adelheid Dormagen. München: Hanser 1985. ISBN 3-446-13982-6.
  - Einfache Freuden, dt. von Brigitte Walitzek. Schöffling, Frankfurt am Main 2012, ISBN 978-3-89561-337-1.
- 1976: Feminine Wiles  (Einleitung von Tennessee Williams – enthält Stories und Sketche: Andrew, Emmy Moore's Journal, Going to Massachusetts, Curls and a Quiet Country Place, At the Jumping Bean – a play).
- 1985: Out in the World: Selected Letters of Jane Bowles, 1935–1970 (hg. von Millicent Dillon).
  - GoNza magilla: ein Leben in Briefen, dt. von Pociao, Bonn: Sans Soleil 1997. ISBN 3-88030-030-5.

## Adaptionen
Hörspiel
- Bei unserer Lebensweise ist es sehr angenehm, lange im voraus zu einer Party eingeladen zu werden. Bearbeitung: Katharina Franck, Regie: Ulrike Haage, Mitwirkende: Judith Engel, Katharina Frank, Tatja Seibt, 38 min. Bayerischer Rundfunk 1999 (Hörspiel des Monats). Verlag: Sans Soleil, ISBN 3-88030-036-4.
- Mrs. Copperfield aus Zwei sehr ernsthafte Damen. Bearbeitung/Regie: Heike Tauch, Mitwirkende: Sunnyi Melles, Wolfgang Michael, Corinna Kirchhoff, Ingo Hülsmann, Birgit Minichmayr, Georgette Dee, Martin Engler u. a., 41 min. DeutschlandRadio Kultur 2005.